# Arthez-d'Asson
Arthez-d'Asson è un comune francese di 513 abitanti situato nel dipartimento dei Pirenei Atlantici nella regione della Nuova Aquitania.

## Società

### Evoluzione demografica
Abitanti censiti